# Santa Fiora
Santa Fiora – miejscowość i gmina we Włoszech, w regionie Toskania, w prowincji Grosseto.
Według danych na rok 2004 gminę zamieszkiwało 2730 osób, 44 os./km².